# Заремби-Кштенкі
Заремби-Кштенкі (пол. Zaręby-Krztęki) — село в Польщі, у гміні Замбрув Замбровського повіту Підляського воєводства.
Населення — 71 особа (2011).
У 1975-1998 роках село належало до Ломжинського воєводства.

## Демографія
Демографічна структура станом на 31 березня 2011 року:
|          | Загалом | Допрацездатний вік | Працездатний вік | Постпрацездатний вік |
| -------- | ------- | ------------------ | ---------------- | -------------------- |
| Чоловіки | 41      | 9                  | 27               | 5                    |
| Жінки    | 30      | 6                  | 17               | 7                    |
| Разом    | 71      | 15                 | 44               | 12                   |